# 14-я дивизия войск НКВД по охране железнодорожных сооружений
14-я дивизия войск НКВД СССР по охране железнодорожных сооружений — воинское соединение СССР в Великой Отечественной войне.

## История
Сформирована в соответствии с приказом НКВД СССР № 00922 от 3 августа 1944 года.
Управление дивизией сформировано из личного состава аналогичных подразделений только что расформированной в городе Кирове 28-й отдельной бригады войск НКВД СССР по охране железных дорог. В состав дивизии включены ранее сформированные: 152-й полк, 212-й полк, 213-й полк, 23-й отдельный бронепоезд, 24-й отдельный бронепоезд, 25-й отдельный бронепоезд, 53-й отдельный бронепоезд.
В составе действующей Красной Армии с 3 августа 1944 года по 10 февраля 1945 года; 329-й полк дивизии по 9 мая 1945 года входил в состав Действующей Красной Армии. Принимала участие в Белорусской, Прибалтийской, Восточно-Прусской и Восточно-Померанской стратегических наступательных операциях.
Задачи дивизии: охрана железных дорог, автодорожных мостов; участие в ликвидации вооружённых подпольных националистических антисоветских отрядов; участие в охране тыла Действующей Красной Армии; участие в охране внутреннего правопорядка; содействие пограничным войскам в охране Государственной границы СССР.
После окончания Великой Отечественной войны 14-я дивизия войск НКВД (с 1946 года — МВД) СССР проводила оперативную работу по борьбе с бандитизмом.
Боевой состав и дислокация
- Штаб дивизии и подразделения боевого обеспечения и тыла — город Вильнюс Литовской ССР
- 76-й стрелковый полк войск МВД СССР по охране особо важных предприятий промышленности и железных дорог — в составе дивизии с мая 1950 года, штаб в городе Орше Витебской области; расформирован 15 мая 1951 года
- 82-й стрелковый полк войск НКВД СССР по охране железных дорог — в составе дивизии с ноября 1945 года, штаб в городе Инстербурге; со 2 января 1946 года — в городе Кёнигсберге[1]; расформирован 7 декабря 1946 года[2]
- 152-й стрелковый полк войск НКВД СССР по охране железных дорог — с 17 сентября 1944 года, штаб в городе Резекне[3]; с 5 декабря 1944 года — в городе Риге; с декабря 1946 года — 152-й стрелковый полк войск МВД СССР по охране особо важных предприятий промышленности и железных дорог: расформирован 15 мая 1951 года
- 211-й стрелковый полк войск НКВД СССР по охране железных дорог — со 2 сентября 1944 года штаб в городе Каунасе Литовской ССР[4]; расформирован 15 мая 1951 года
- 212-й стрелковый полк войск НКВД СССР по охране железных дорог — с 16 августа 1944 года штаб в городе Бресте[3]; с 18 августа 1945 года — в городе Барановичи Брестской области Белорусской ССР[5]; 25 мая 1946 года включён в состав 24-й дивизии войск МВД СССР по охране железных дорог[6]
  - 212-й стрелковый полк войск МВД СССР по охране особо важных предприятий промышленности и железных дорог — вновь в составе дивизии с 14 декабря 1946 года[7]; расформирован 15 мая 1951 года
- 213-й стрелковый полк войск НКВД СССР — с 10 августа 1944 штаб в городе Белостоке[8], а затем в городе Молодечно Минской области Белорусской ССР; расформирован 25 мая 1946 года[6]
- 329-й стрелковый полк войск НКВД СССР — в составе дивизии с 13 февраля 1945 года штаб в городе Елгава Латвийской ССР[9]; расформирован 3 октября 1945 года[10]
- 353-й стрелковый полк — сформирован в июле — августе 1946 год в городе Каунасе; в сентябре 1946 года включён в состав 4-й стрелковой дивизии внутренних войск МВД СССР[11]
- 106-й отдельный стрелковый батальон войск МВД СССР по охране особо важных предприятий промышленности и железных дорог — в составе дивизии с декабря 1946 года; расформирован 15 мая 1951 года
- 23-й отдельный бронепоезд — расформирован 4 июля 1946 года[12]
- 24-й отдельный бронепоезд — с 18 августа 1944 года на станции Вильнюс[13]; с 17 сентября 1944 года на станции Резекне[3]; в 1946 году выведен из состава дивизии
- 25-й отдельный бронепоезд — с 18 августа 1944 года на станциях Барановичи и Брест[14]; с 16 января 1946 года передан в состав 32-й стрелковой дивизии[15]
- 30-й отдельный бронепоезд — в составе дивизии со 2 ноября 1944 года[16]; с 16 января 1946 года — передан в состав 32-й стрелковой дивизии[15]
- 53-й отдельный бронепоезд — на станции Бездонис; расформирован 4 июля 1946 года[12]
- 56-й отдельный Краснознамённый бронепоезд — в составе дивизии со 2 ноября 1944 года[16]; расформирован 4 июля 1946 года[12]
- Дивизионная школа сержантского состава — с 25 сентября 1944 года в городе Каунасе[3]; с 23 ноября 1945 года в городе Вильнюсе[17]
- Отдельная манёвренная группа — сформирована 10 сентября 1944 года, дислокация — Вильнюс[18]; расформирована 3 октября 1945 года[10]

Дивизия расформирована в соответствии с приказом МВД СССР № 00248 от 15 мая 1951 года и приказом МВД СССР № 00665 от 17 сентября 1951 года. Личный состав передан в состав военизированной охраны 1-й категории МПС СССР и министерства судостроительной промышленности СССР.

## Командиры
- август 1944 — январь 1949 — генерал-майор Крылов, Алексей Константинович